# Espions à l'affût
Pour plus de détails, voir Fiche technique et Distribution.
Espions à l'affût (ou La Chaleur de minuit) est un film français réalisé par Max Pécas et sorti en 1966.

## Synopsis
Couvert de dettes, Fred est obligé de se joindre à M. Henri et sa bande pour voler des diamants. Compromis par ce vol et trahi par ses complices, Fred se réfugie chez son ancienne épouse où il est aussitôt rejoint par un mystérieux agent d'assurances...

## Fiche technique
- Titre : Espions à l'affût
- Autre titre : La Chaleur de minuit
- Réalisation : Max Pécas
- Scénario et dialogues : Maurice Cury et Max Pécas
- Photographie : Robert Lefebvre
- Son : Séverin Frankiel
- Montage : Nicole Cayatte
- Musique : Louiguy
- Sociétés de production : Les Films du Griffon et Unicité
- Pays d'origine :  France
- Durée : 80 minutes
- Date de sortie : France - 14 février 1966

## Distribution
- Jean Vinci : Fred
- Jean Claudio : Max
- Anna Gaël : Fabienne
- Claudine Coster : Sybil
- Robert Lombard : Henri
- Jean-Claude Dague
- Michel Vocoret
- Dominique Santarelli